# Municipio de Genoa (Míchigan)
El municipio de Genoa (en inglés, Genoa Township) es un municipio ubicado en el condado de Livingston, Míchigan, Estados Unidos. Según el censo de 2020, tiene una población de 20 692 habitantes.

## Geografía
Está ubicado en las coordenadas 42°33′2″N 83°51′34″O / 42.55056, -83.85944 (42.55067, -83.859486). Según la Oficina del Censo de los Estados Unidos, tiene una superficie total de 93.7 km², de la cual 87.7 km² corresponden a tierra firme y 6.0 km² son agua.

## Demografía
Según el censo de 2020, hay 20 692 personas residiendo en la zona. La densidad de población es de 235.9 hab./km². El 92.15% de los habitantes son blancos, el 0.53% son afroamericanos, el 0.33% son amerindios, el 1.08% son asiáticos, el 0.06% son isleños del Pacífico, el 0.77% son de otras razas y el 5.08% son de una mezcla de razas. Del total de la población, el 2.66% son hispanos o latinos de cualquier raza.